# Diocèse de Rožňava
Le diocèse de Rožňava est situé dans l'est de la Slovaquie dans une région majoritairement catholique. il est suffrangant de l'archidiocèse de Košice.

## Localisation

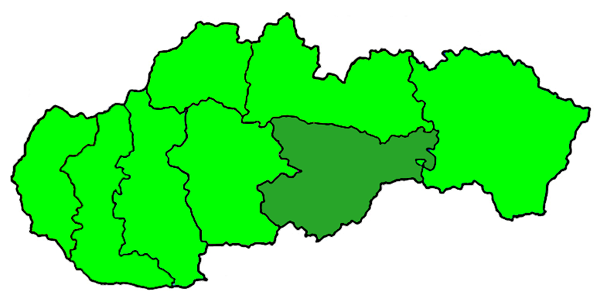

Le diocèse a une superficie de 7 802 km2. On y compte 143 prêtres pour 199 175 catholiques.

## Histoire
Le pape Pie VI dans sa bulle pontificale Romanus pontifex du 13 mars 1776 crée les diocèses de Banská Bystrica (en), Spiš et Rožňava par séparation de l'Archidiocèse d'Esztergom.
Le diocèse fut le témoin d'une visite pontificale de Jean-Paul II, le 11 septembre 2003 lors de son troisième séjour en Slovaquie.